# San Juan Yucuita
San Juan Yucuita es una localidad del estado mexicano de Oaxaca. Es cabecera del municipio de San Juan Yucuita.

## Demografía
| Censo | Población |
| ----- | --------- |
| 1900  | 618       |
| 1910  | 841       |
| 1921  | 705       |
| 1930  | 815       |
| 1940  | 765       |
| 1950  | 743       |
| 1960  | 889       |
| 1970  | 724       |
| 1980  | 647       |
| 1990  | 544       |
| 1995  | 554       |
| 2000  | 546       |
| 2005  | 484       |
| 2010  | 517       |
| 2020  | 516       |